# فریدا و دیه‌گو ریورا
فریدا و دیه‌گو ریورا (به اسپانیایی Frieda y Diego Rivera) یک نقاشی رنگ روغن توسط هنرمند مکزیکی فریدا کالو است که در سال ۱۹۳۱ منتشر شد. این پرتره دو سال پس از ازدواج فریدا کالو و دیه‌گو ریورا خلق شد و به‌طور گسترده به عنوان پرتره عروسی در نظر گرفته می‌شود.
تعابیر زیادی از کار وجود دارد. هیدن هررا، نویسنده فریدا: زندگی‌نامه‌ای از فریدا کالو، این اثر را به سادگی به این صورت تفسیر می‌کند که کالو خود را به عنوان همسر هنرمند بزرگ، ریورا نشان می‌دهد. نویسندگان دیگر، مانند مارگارت لیندوئر، زمینه بزرگتری را که اثر در آن خلق شده‌است، بررسی می‌کنند. این بنر از تفسیر لیندوئر حمایت می‌کند زیرا کالو را در نقش هنرمند تهیه‌کننده/حرفه‌ای قرار می‌دهد.